# Conquista Ming de Yunnan
A conquista Ming de Yunnan foi a conquista pela dinastia chinesa Ming da província de Yunnan, naquela altura a última na mãos dos mongóis da dinastia Yuan a capitular. Esta conquista desenvolver-se-ia ao longo da década de 1380.

## Desenvolvimento
Houve soldados muçulmanos que lutaram tanto no exército chinês Ming como no exército Yuan mongol.  Trezentos mil tropas chinesas Han e muçulmanos Hui foram enviados para destruir o que ainda restava da dinastia Yuan em Yunnan em 1381. 
O Príncipe de Liang, Basalawarmi, cometeu suicídio a 6 de Janeiro de 1382, vendo que as tropas Ming superavam grandemente de forma numérica às forças mongóis Yuan e muçulmanas. As tropas chinesas muçulmanas leais à dinastia Ming invadiram o Yunnan e colonizaram-no. Mu Ying e as suas tropas receberam estatuto hereditário de guarnições militares na província para a dinastia Ming, permanecendo lá.
O general Hui de Ming Fu Youde liderou a carga contra as forças muçulmanas mongóis e Yuan. Também a lutar pelo lado Ming estavam os generais muçulmanos Mu Ying e Lan Yu, os quais lideraram as tropas islâmicas leais a Ming contra as tropas islâmicas leais a Yuan.
Os generais islâmicos Ming Lan Yu e Fu Youde castraram trezentos e oitenta cativos mongóis e muçulmanos após a guerra. Isto fez com que se tornam-se eunucos, sendo que muitos deles começaram a servir o Imperador Ming. Um deles era o futuro explorador Zheng He.

## Consequências
Os soldados chineses Han também derrotaram a rebelião. Os Han casar-se-iam com mulheres Miao e Yao; chamando-se os seus descendentes "Tunbao", em contraste com os posteriores colonos Han que iriam ir morar a Yunnan nos séculos vindouros. Os Tunbao ainda vivem hodiernamente em Yunnan.
A resistência organizada contra a dinastia Ming deixaria de existir após serem tomadas todas as cidades importantes de Yunnan e já só iriam haver focos específicos de rebelião.